# 桜並木の満開の下に
『桜並木の満開の下に』（さくらなみきのまんかいのしたに）は、舩橋淳監督による2012年の日本の映画。

## あらすじ
東日本大震災の爪痕が残る茨城県日立市で、夫の研次（髙橋洋）と暮らす栞（臼田あさ美）は、製鉄工場に勤めている。ある日、工場で事故が起こり、研次が命を落とす。事故の原因となった同僚の工（三浦貴大）は、栞に謝罪しようとする。栞は頑なに工を拒絶するが、やがて工と恋に落ちる。

## キャスト
- 臼田あさ美
- 三浦貴大
- 髙橋洋
- 松本まりか
- 三浦力
- 小澤雄志
- テイ龍進
- 張天翔
- 林田麻里
- 石垣光代
- 柳憂怜
- 諏訪太朗

## 発表
2012年10月5日、釜山国際映画祭「アジア映画の窓」部門にて上映された。

## 評価
本作に5つ星満点の3.5点をつけた『The Japan Times』のマーク・シリングは「成瀬巳喜男監督『乱れ雲』を想起させる」と指摘した。